# Улица Кирова (Воронеж)
У́лица Ки́рова — улица Воронежа, проходит параллельно Пушкинской улице от площади Ленина, заканчивается у улицы 20 лет Октября.

## История
В середине XVII века в Воронеже проложили улицу по нагорной части города. Улица была сохранена при перестройке города после катастрофического пожара 1773 года по генеральному плану города за 1774 год. Назвали её Публичная, так как основная часть всех массовых действ города проходила тогда именно на этой улице. Во второй половине XIX века улицу переименовали во 2-ю Острогожскую (так как она шла параллельно 1-й Острогожской, ныне Пушкинская улица).
В 1913 году 2-ю Острогожскую переименовали в Романовскую, в ознаменование празднования 300-летнего юбилея царствования царской династии Романовых.
После февральской революции 1917 года Романовскую улицу переименовали в улицу Свободы. Только 25 декабря 1934 года улица приняла своё нынешнее название — улица Кирова.

## Здания
- № 2 — Воронежская областная Дума
- № 8 — выставочный зал Союза художников России
- № 28 — библиотека № 1
- № 28 — налоговая инспекция по Ленинскому району Воронежа
- № 28 — транспортная комиссия Воронежа

## Достопримечательности

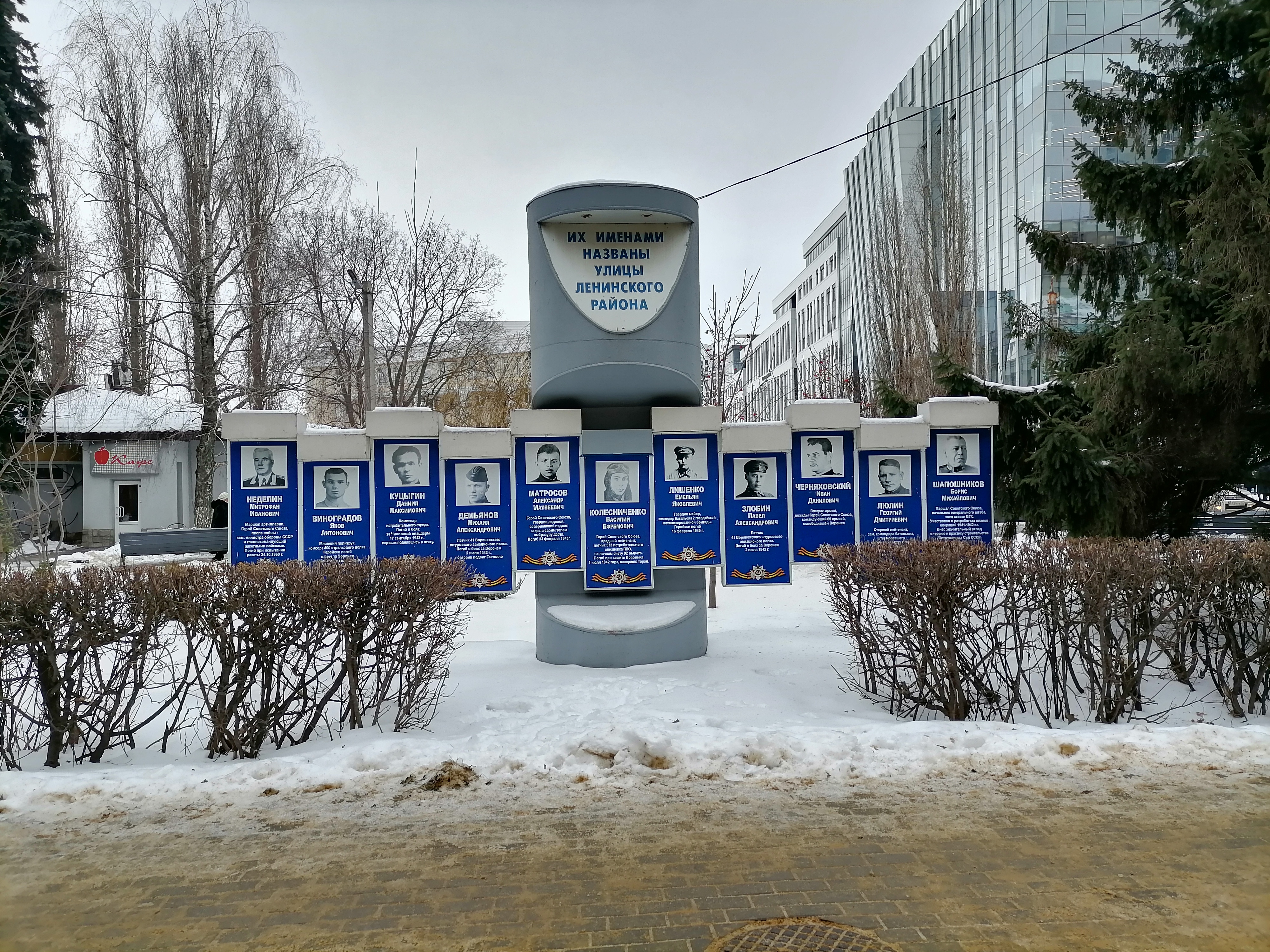
Стенд с именами героев, в чью честь названы улицы Ленинского района Воронежа

Сквер программистов

## Транспорт
В 1926 году по улице Кирова пустили воронежский трамвай (это событие описано в книге Ильфа и Петрова «12 стульев»). К 1960 году трамвай убрали, но по улице пустили другой вид электротранспорта — воронежский троллейбус. В период максимального развития троллейбуса по улице ходили маршруты № 1, № 3, № 13, № 14, № 15, № 19, № 20э. В настоящее время по Кирова троллейбусы не ходят, линия используется для возвращения троллейбусов в депо.
По ул. Кирова проходят маршруты автобусов № 5а, № 21 № 27, № 29, № 48, № 49, № 52, № 80, №86, № 95, № 105 и маршрутных такси № 1кс, № 1кв, № 3, № 5, № 13, № 20, № 37, № 39, № 49м, № 50, № 70, № 71, № 88, № 89, № 125, № 312а.
На улице Кирова находятся остановки «Куцыгина» и «Кирова».